# Vœux du paon
Ne pas confondre avec le roman Le Vœu du paon de Jean-Côme Noguès.
Les Vœux du paon est un poème courtois écrit par Jacques de Longuyon en 1312-1313 à la demande de Thiébaut de Bar, évêque de Liège. 

## L'œuvre
L'œuvre a connu un immense succès en Europe occidentale jusqu'à la fin du Moyen Âge, engendrant traductions, continuations, réécritures et imitations. Il a aussi marqué durablement l’imaginaire chevaleresque en introduisant le motif littéraire et artistique des Neuf Preux et popularisant le rituel des vœux sur un oiseau, dont la manifestation la plus éclatante sera le Vœu du faisan en 1454.
Le succès des Vœux du Paon est attesté notamment par la complexité de la tradition manuscrite qui compte au moins 43 manuscrits, par les traductions en diverses langues, ainsi que par les continuations et mises en prose.